# Золотарёв, Василий Иванович (генерал-майор)
Золотарев Василий Иванович — советский военный деятель, генерал-майор.

## Биография
Родился 25 апреля 1905 года в Николаевске в семье крестьян. Отец — Золотарев Иван Дмитриевич до 1914 года занимался хлебопашеством, погиб на фронте Первой Мировой войны в мае 1915 года, мать — Золотарева Прасковья Степановна умерла от тифа в 1922 году.
В 1914 году окончил начальное училище в Николаевске. С 1917 года работал по найму в сельском хозяйстве (пастух). С осени 1919 года агент Комитета бедноты. В 1920 году вступает в комсомол и направляется на учёбу в Царицинскую губернскую партийную школу, после её окончания работал инструктором-организатором в уездном комитете РКСМ в г. Николаевск, с августа 1921 года — электромонтером в городском отделе народного образования в г. Ростов-на-Дону. Одновременно в этот период учился в техникуме водного транспорта.

### Военная служба
17 сентября 1922 года призван в РККА и направлен курсантом на 1-е артиллерийские командные курсы в г. Баку, затем в декабре переведен на 2-е Кавказские кавалерийские командные курсы в г. Тифлис. По окончании последних в сентябре 1923 года назначен в 9-й пограничный кавалерийский эскадрон ОГПУ, где проходил службу командиром отделения и пом. начальника заставы по строевой части. С августа 1925 года был начальником погранзаставы и врид пом. коменданта погранкомендатуры по строевой и хозяйственной части в 53-м Даурском кавалерийском погранотряде ОГПУ. С 1 сентября 1928 по 7 мая 1930 года учился в Высшей пограничной школе ОГПУ в Москве, по окончании состоял в резерве ГПУ и исполнял обязанности уполномоченного дорожно-транспортного отдела ОГПУ Юго-Западной ж. д. С октября 1930 года служил в 24-м Могилев-Подольском погранотряде ОГПУ начальником заставы и старшим инструктором боевой подготовки, с декабря 1934 года был старшим пом. начальника штаба 162-го полка войск ОГПУ в г. Луганск. 17 февраля 1935 года переведен командиром-руководителем и преподавателем военных дисциплин во 2-ю пограничную школу НКВД в г. Харьков. В период с 1935 по 1939 годы окончил вечерний факультет Военной Академии имени Фрунзе. С декабря 1939 по 14 апреля 1940 года находился в оперативной командировке на Северо-Западном фронте. В должности начальника штаба 1-го и 6-го пограничных полков участвовал в боях с белофиннами. Указом ПВС СССР от 26 апреля 1940 года награждён орденом Красного Знамени. По окончании боевых действий вернулся на прежнюю должность преподавателя военных дисциплин ордена Ленина высшей школы войск НКВД.

### Великая Отечественная война
С началом войны майор Золотарев приказом НКВД от 26 июня 1941 года был назначен начальником 1-го отделения 21-й мотострелковой дивизии войск НКВД, которая занималась охраной объектов жизнеобеспечения Ленинграда. В связи с прорывом немецких войск обороны под Новгородом В. И. Золотарёв был направлен 18 августа 1941 года в район Чудово со специальным заданием восстановить оборону и задержать наступление немцев. С 18 по 22 августа 1941 года принимал участие в обороне Чудово в составе сводного отряда НКВД полковника Д. Л. Абакумова. После потери Чудово возглавил группу оставшихся бойцов 21-й дивизии НКВД и бойцов 311-й стрелковой дивизии, которых здесь удалось собрать, и вместе с ней отошёл в Тушин Остров. С 26 августа того же года исполнял должность начальника штаба 311-й стрелковой дивизии, которая в составе 48-й армии вела бои в районе ст. Чудово Октябрьской ж. д., затем на реках Оломна, Волхов и в районе Н. Кириши. В середине сентября дивизия была передана 54-й отдельной армии (с 25 сентября — в составе Ленинградского фронта). С 28 сентября её части вели боевые действия в составе 4-й отдельной армии. С этой армией она участвовала в Тихвинской оборонительной операции, медленно отходила на север вдоль р. Волхов. С 12 ноября вновь вошла в 54-ю армию Ленинградского фронта. Заняв оборону в районе станции Войбокало, её части отражали попытки противника прорваться к ж. д. С 1 по 26 января 1942 года дивизия вела бои в районе дер. Драчево, в тылу киришской группировки противника, держа его в напряжении и нанося ему большие потери. 10 февраля её части перешли в наступление в районе ст. Погостье и участвовали в Любанской наступательной операции. 26 апреля 1942 года Золотарев был допущен к командованию 311-й стрелковой дивизией. В течение года её части удерживали рубеж обороны по р. Волхов в районе Н. Кириши. С 11 декабря 1942 года он командовал 44-й стрелковой дивизией 4-й армии, части которой занимали оборону перед киришским плацдармом противника от устья р. Чёрная до платформы Кириши. С сентября 1943 года исполнял должность начальника отдела боевой подготовки Волховского, а с февраля 1944 года — Карельского фронтов. С 14 апреля 1944 года полковник Золотарев вступил в командование 176-й стрелковой дивизией которая в составе 32-й армии Карельского фронта длительное время занимала оборону на Беломорско-Онежском перешейке. В ходе Свирско-Петрозаводской наступательной операции войск левого крыла фронта она, действуя на масельском направлении, прорвала долговременную и сильно укрепленную оборону финнов, преодолела водные преграды и продвинулась с боями на 250 км. К исходу 27 июля дивизия совместно с 289-й стрелковой дивизией достигла госграницы СССР с Финляндией на участке Лонгонвара — Лутиккавара. После расформирования Карельского фронта в ноябре 1944 года дивизия вошла в состав 36-го стрелкового корпуса 31-й армии 3-го Белорусского фронта и участвовала в Восточно-Прусской наступательной операции. После ликвидации группировки противника в районе юго-западнее Кенигсберга она в составе армии была выведена в резерв Ставки ВГК, затем переброшена с ней на 1-й Украинский фронт и участвовала в Берлинской и Пражской наступательных операциях.
20 апреля 1945 г. В. И. Золотареву присвоено звание генерал-майор.

### Послевоенное время
С августа 1945 года генерал-майор Золотарев состоял в резерве НКО, затем в октябре был назначен врид начальника Харьковского военно-политического училища НКВД. С ноября 1946 года был начальником Харьковского военного училища МВД, с июня 1950 года — начальником 2-го, а с октября — 5-го отделов штаба Управления пограничных войск МГБ на Тихом океане, с сентября 1952 года — зам. начальника штаба Управления пограничных войск МГБ Литовского (с августа 1953 г. — Прибалтийского) округа, с декабря 1954 года — начальником 4-го отдела штаба Управления пограничных войск МВД Юго-Западного, а с августа 1955 года — Прибалтийского (Западного) округов. 11.2.1957 года уволен в запас.
Умер 18 января 1959 года, похоронен в Риге на кладбище Райниса.

## Награды
- орден Ленина (06.11.1947[6])
- четыре ордена Красного Знамени (26.04.1940, 06.02.1942, 03.11.1944[6], 20.04.1953[6])
- орден Суворова II степени (19.04.1945)
- Медали в том числе:
  - «За оборону Ленинграда» (1943)
  - «За оборону Советского Заполярья» (1945)
  - «За Победу над Германией в Великой Отечественной войне 1941—1945 гг.» (1945)
  - «За взятие Кенигсберга» (1945)
  - «За освобождение Праги» (1945)

## Память
Описанию фронтовой судьбы В. И. Золотарева в бытность его начальником штаба 311-й стрелковой дивизией посвящена книга Олега Четверикова «Лиха беда начало. Очерки истории 311-й стрелковой дивизии» (Киров, 2019), написанная на основе мемуаров его жены и не публиковавшихся ранее воспоминаний его однополчан. В этой книге подполковник НКВД В. И. Золотарев показан как «незаурядный военный администратор, которому выпала сложная миссия восстановить управление войсками РККА», разбитыми при обороне г. Чудово Новгородской области 18-22 августа 1941 года.